# Književnost u 1838.
◄◄ | ◄ | 1835. | 1836. | 1837. | 1838.  | 1839. | 1840. | 1841. | ► | ►►
Arhitektura • Astronomija • Biologija • Glazba • Kazalište • Kemija • Kiparstvo • Knjige • Književnost • Kršćanstvo • Meteorologija • Medicina • Politika • Pravo • Promet • Slikarstvo • Šport • Znanost • Željeznički promet
Književnost u 1838.

## Svijet

### Književna djela
- Doživljaji Arthura Gordona Pyma Edgara Allana Poea

## Hrvatska i u Hrvata

### Rođenja
- 14. studenog – August Šenoa, hrvatski romanopisac, pripovjedač, pjesnik, dramaturg, kritičar i pisac podlistaka († 1881.)

## Vanjske poveznice
|  | Zajednički poslužitelj ima još gradiva o temi Književnost u 1838. |